# Плавильщиков, Николай Николаевич
Никола́й Никола́евич Плави́льщиков (17 (29) мая 1892 года — 7 февраля 1962 года) — зоолог широкого профиля, популяризатор науки, энтомолог, крупнейший в мире специалист по систематике и фаунистике жуков-усачей (Cerambycidae), доктор биологических наук, профессор.

## Биография
Собирать насекомых Плавильщиков начал ещё в детстве. Поэтому после окончания гимназии (в 1911 году) он поступил на естественное отделение Московского университета и сразу начал активную научную работу, организовав вместе с В. Н. Лучником студенческий кружок. Одновременно он занимался в энтомологическом семинаре профессора Г. А. Кожевникова и работал в Зоологическом музее университета, выполняя обязанности хранителя энтомологического отдела. В 1921 году Н. Н. Плавильщиков вынужден был уйти из МГУ и не работал там вплоть до 1941 года. Причиной ухода было нападение Плавильщикова на Г. А. Кожевникова и его прислугу, получивших тяжелые огнестрельные ранения. Проведённая ВЧК медицинская экспертиза классифицировала этот случай как острый приступ шизофрении.
С Зоологическим музеем Плавильщиков был связан всю свою жизнь. После войны (с 1946 года) он был заведующим энтомологическим отделом, а потом и заместителем директора музея. В 1933—1941 годах Плавильщиков работал по договорам в Зоологическом институте — обрабатывал коллекцию усачей и накапливал материал для томов серии «Фауна СССР». Под руководством Плавильщикова и им лично была поставлена значительная часть коллекции Cerambycidae (более 300 ящиков — все подсемейства, кроме Lamiinae).
Огромный вклад внёс Плавильщиков в дело популяризации науки. Им написаны десятки книг и популярных статей для самого широкого круга читателей — от дошкольников и школьников до студентов и учителей. Его произведения привлекли к занятиям естествознанием десятки и сотни любителей и профессионалов. В способности поэтизировать труд натуралиста Плавильщиков, возможно, превзошел даже самого Ж.-А. Фабра. Плавильщиков взялся за пересказ современным языком энтомологических мемуаров Фабра и вернул эту замечательную книгу многим поколениям читателей.
Николай Николаевич был и замечательным историком науки. Его блестящая научно-художественная книга «Гомункулюс», более строгие «Очерки по истории зоологии» и другие произведения этого жанра остаются непревзойдёнными образцами рассказов об истории биологии. Очень тепло была встречена критикой и читателями его последняя работа — «Занимательная энтомология». Впечатляют цифры, характеризующие масштабы письменного наследия Плавильщикова. Николаем Николаевичем написано более 1200 печатных листов научных и популярных работ, то есть более 60 томов средней величины. При этом Николай Николаевич ежегодно проделывал огромную работу по научному редактированию десятков печатных листов чужих публикаций, давал множество устных и письменных консультаций, читал лекции и доклады, выступал по радио. И всё это кроме главной работы с коллекцией и ежегодной обработки нескольких тысяч экземпляров жуков.
Николай Николаевич оставил после себя три тома «Фауны СССР» — самой престижной для зоологов формы публикации накопленных данных, ещё несколько монографий по семейству Cerambycidae, множество популярных книг и статей, уникальную коллекцию жуков-усачей (более 50 000 экземпляров примерно 6000 видов из разных зоогеографических областей). Первую научную работу Николай Николаевич опубликовал в 20 лет, будучи студентом. Последние его работы вышли уже после смерти. Плавильщиковым описано более 100 новых для науки видов, несколько десятков родов и подродов, сотни внутривидовых форм.
В 1955 году подписал «Письмо трёхсот».
Умер в 1962 году. Похоронен на Введенском кладбище (4 уч.).

## Литературное творчество
Наиболее известная из научно-популярных книг Плавильщикова — «Гомункулус», книга, посвященная истории биологии, в частности, развитию эволюционных идей в биологии. Менее известна ставшая редкостью книга «Бронтозавр» (1930), в которой он реконструирует с позиции накопленных на тот момент знаний о динозаврах историю жизни одной особи апатозавра (бронтозавра) от рождения до смерти, а также описывает живой мир юрского периода. Плавильщиков известен также как писатель-фантаст, автор фантастической повести «Недостающее звено». (Вспоминал: "Конец, правда, пришлось переделывать: редакция потребовала более спокойного конца (у меня было так: Тинг обиделся на Дюбуа, переменил название бабочки и т.д.) и пришлось писать ту мазню, что в конце последней страницы.") 
Издательство «Детская литература» в 1968 году выпустила книгу рассказов о животных «Кто-то на дереве».

## Труды
- Плавильщиков Н. Н. Фауна СССР. Жесткокрылые. Т. XXI. Жуки-дровосеки (Cerambycidae). Часть 1. 1936. — Изд. АН СССР, М.-Л. — 612 с.
- Плавильщиков Н. Н. 1940. Жуки-дровосеки, ч. 2. — Фауна СССР, Насекомые жесткокрылые, т. 22. — Изд. АН СССР, М.-Л. — 1940. — 785 с.
- Плавильщиков Н. Н. 1948. Определитель жуков-дровосеков Армении. — Изд. АН Арм. СССР, Ереван. — 1948. — 232 с.
- Плавильщиков Н. Н. 1948. Определитель насекомых. — Изд. 2. Учпедгиз, М. — 1950. — 544 с.
- Плавильщиков Н. Н. 1951. Жизнь пруда. — М.: Дет. литература, 1951. — 128 с.
- Плавильщиков Н. Н. 1958. Жуки-дровосеки, ч. 3. — Фауна СССР, Насекомые жесткокрылые, т. 23, вып, 1. — Изд. АН СССР, М.-Л. — 1958. — 592 с.